# 卡梅伦·吉布森
卡梅伦·吉布森（英語：Cameron Gibson，1982年8月14日—），新西兰男子游泳运动员。他曾代表新西兰参加2002年和2006年英联邦运动会游泳比赛，其中2006年英联邦运动会获得一枚铜牌。